# Верхній Єгипет
24°06′ пн. ш. 32°42′ сх. д. / 24.1° пн. ш. 32.7° сх. д.

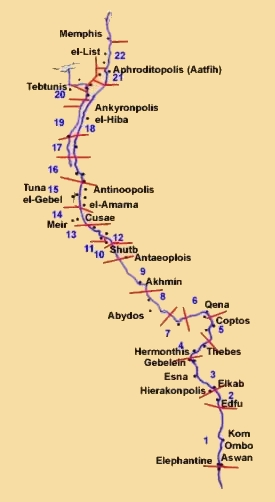

Верхній Єгипет (лат. Aegyptus Superior), Фіваїда, Тебаїс (дав.-гр. θηβαίς, лат. Thebais), Та-шема (єгип. трансліт. tA-Smaw) — історична область в Північній Африці на території Єгипту. Розташовується вузькою смугою вздовж річки Ніл, на півдні обмежуючись першими нільськими порогами, а на півночі Файюмською оазою (включно) і початком дельти.

## Назва
Давньоєгипетське Та-Шема означає «Земля тростини». В Біблії Верхній Єгипет позначений як Патрос. Ассирійці називали його Уріс (аккад. Uriṣṣu).Араби назвали (і називають) цю область Са'ід Міср.

## Рельєф
Верхній Єгипет являє собою вузьку протяжну розпадину в кам'янистому плато Східної Сахари, через яку Ніл несе свої води з Центральної Африки. Розмиті за тисячоліття краї цього плато утворили прямовисні скелі, що піднімаються в деяких місцях до 183 метрів, і звані деякими античними географами Лівійські гори (вздовж західного берега річки) і Аравійські гори (уздовж східного). Довжина цього величезного коридору близько 800 км, а ширина до 19 км, місцями долина звужується до ширини потоку Нілу, оточуючи його з обох сторін крутими скелями.

## Історія
Наприкінці мідно-кам'яної доби Єгипту дослідники виділяють окремий період — додинастичний, останній етап у розвитку культур Нижнього і Верхнього Єгипту, що передує їх об'єднання під владою I династії. За однією з гіпотез, ранніми політичними утвореннями в дельті і долині Нілу могли бути кілька десятків септів (номів), території яких згодом лягли в основу адміністративного устрою Стародавнього Єгипту
На сьогоднішній день єгиптологам достовірно відомо про існування трьох найважливіших конфедерацій септів близько 3500-3000 до н. е., умовно званих «Нубтська», «Нехенська» і «Тінісська», у результаті суперництва між якими, дещо пізніше утворилося Верхньоєгипетське «Ієраконпольське царство» зі столицею в Нехені (Ієраконполь) Правителі цього царства носили титул несу і їх покровителькою вважалася богиня-шуліка Нехбет, вони періодично здійснювали грабіжницькі походи на південь в Та-Сеті (Північна Нубія), де захоплювали різну здобич і полонених, а також на північний захід у Та-хену (Стародавня Лівія), де, крім іншого, важливим завданням було поповнення поголів'я худоби. Першим таким набігом, відомим дослідникам, був військовий похід Скорпіона II, його армія, а згодом і армії інших фараонів, гнали з Та-хену стада биків, ослів і баранів, притому, ймовірно, у дуже великих кількостях.
Скотарство становило важливу частину господарської діяльності населення на берегах Нілу, а освоєння зрошування та розвиток землеробства в цілому привело до створення централізованого контролю за зрошувально-осушувальною системою — за однією з гіпотез, основою державного устрою Стародавнього Єгипту.